# Biserica de lemn din Cornești, Mureș

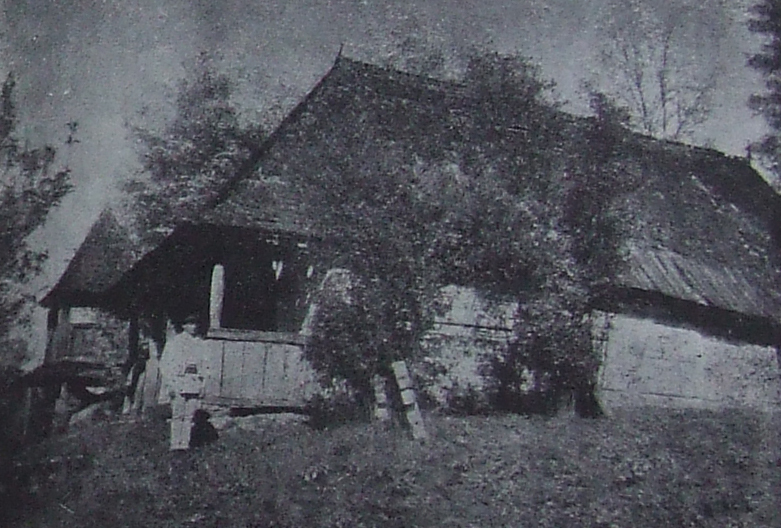
Biserica de lemn din Cornești (Adămuș), județul Mureș

Biserica de lemn din Cornești, comuna Adămuș, județul Mureș a fost construită în anul 1839 pe vremea episcopului Ioan Lemeni, conform inscripției ce se afla pe grinda pridvorului. Era folosită de comunitatea greco-catolică. Biserica a fost demolată, după construirea noii biserici greco-catolice, cu hramul Sfinții Petru și Pavel, în anul 1930.

## Istoric și trăsături
Biserica avea planul dreptunghiular, absida altarului fiind circulară. Intrarea în biserică se făcea printr-o prispă, aflată în partea de vest a bisericii. La câțiva metri spre nord se afla clopotnița bisericii. Atât clopotnița cât și prispa au fost adăugate bisericii la începutul secolului al-XIX-lea. Aceeași sursă ne informează că biserica era construită din lemn de brad în timp ce prispa era făcută din stejar.
Pe o grindă a prispei se aflau următoarele inscripții ce ne precizează momentul edificării bisericii:„Majter Kis P. Kis Istvan es Pavaji Vajna Ianos an 1839 erectum hoc templum sub Eppo Ioane Lemeny parocho et archidiacono Nemes Gregorio”, „Muntyan Prekup fökuratosagaba”, „RK jataja Tsrygis janstrsan”.
Lungimea totală a bisericii era de aproximativ 16 metri, raza cercului absidei având aproximativ 3 metri. Lățimea bisericii era de 6 metri.
În apropierea mesei proscomidierului se afla o altă inscripție: „Anul...Această biserică...subt Ficotoria lui Muntean Precup Titoria lui Damian Ioan Miron Onu... Dragomir Roman Popovici Cosma, Ciargedi Ion și Cocoș Nicolae zugrăvit Profirie și Leon de la Feisa ”
De menționat că și biserica de lemn din Chețani a fost zugrăvită la 1769 de Popa Nicolae dela Feisa.

## Imagini

Planul
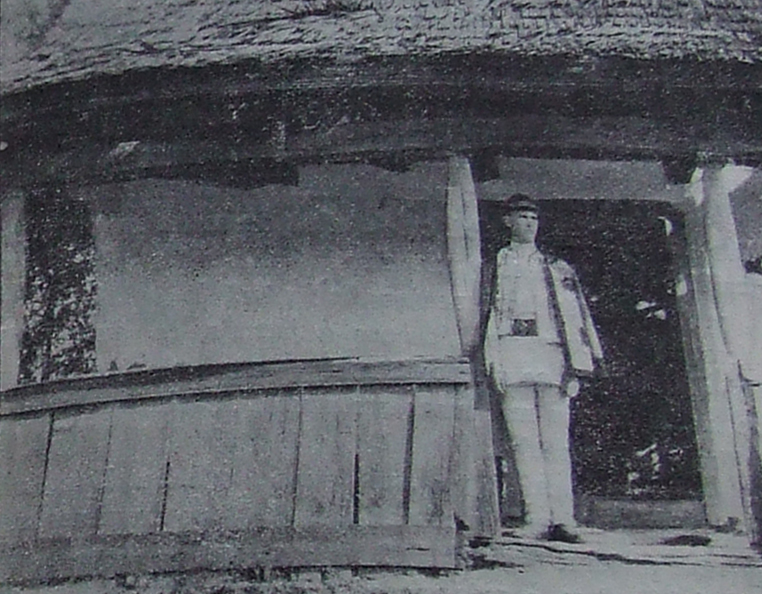
Prispa
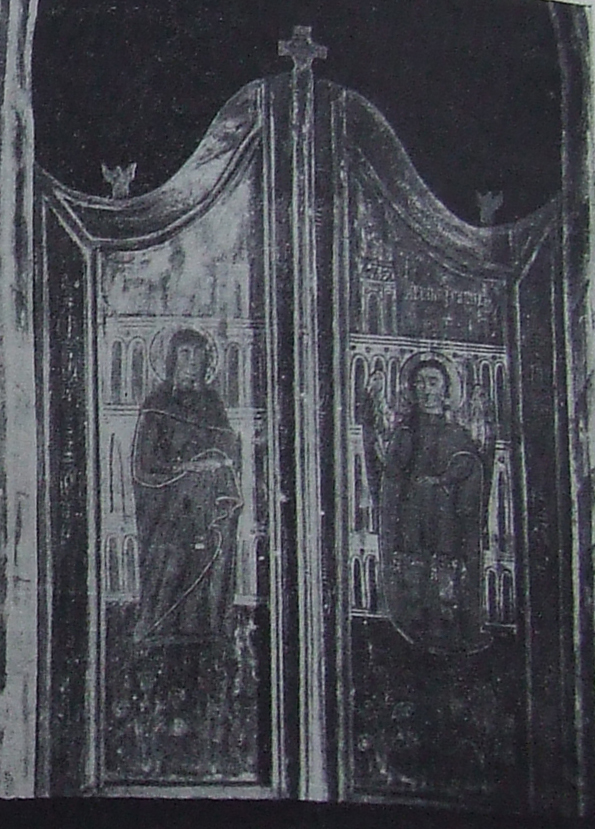
Ușile împărătești
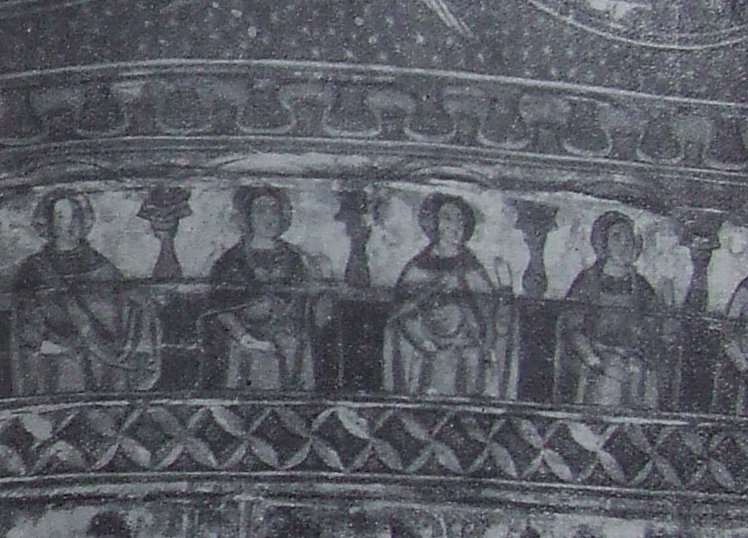
Pictură din naos